# Niccolò Salvietti
Niccolò Salvietti (Figline Valdarno, ciutat metropolitana de Florència, 3 de novembre de 1993) és un ciclista italià, professional des del 2016. Actualment corre a l'equip Sangemini-MG.Kvis.